# Tour of Somerville

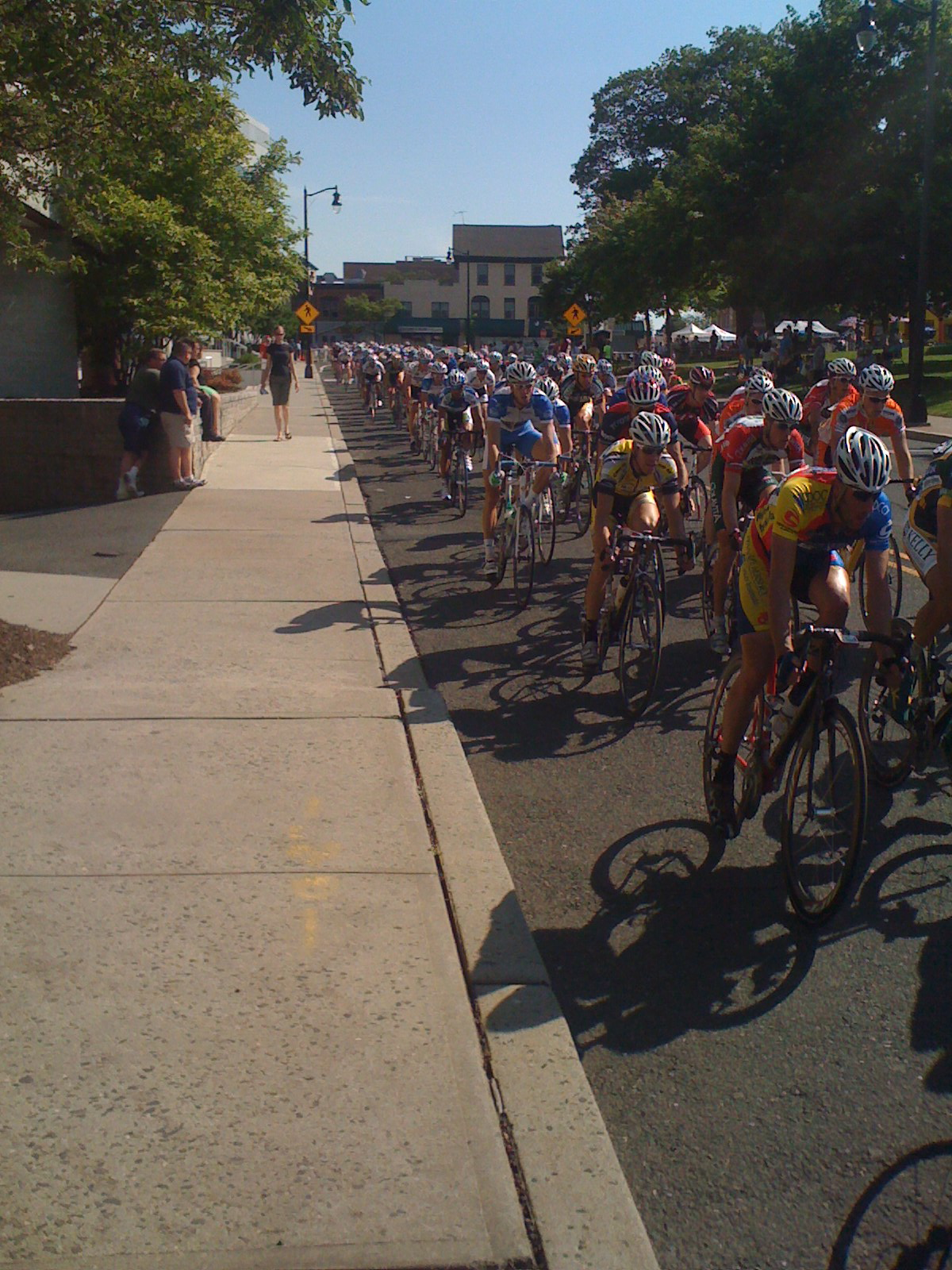
Die Tour of Somerville (2008)

Die Tour of Somerville (TOS) ist ein Radsport-Kriterium, das jährlich am Memorial Day in Bridgewater, New Jersey, ausgetragen wird. Die TOS ist das älteste noch existierende Radrennen der USA.
Erstmals wurde das Rennen 1940 ausgetragen, in den ersten Jahrzehnten nur für Amateure. Ursprünglich sollte es im wenige Kilometer entfernten Somerville stattfinden, was sich als unmöglich erwies, weil es von einer State Highway durchkreuzt wird und es verboten ist, auf einer solchen Radrennen zu veranstalten. Initiator war der ehemalige Radrennfahrer und Fahrradhändler Fred Kugler aus Somerville, dessen Sohn Furman Kugler die ersten beiden Austragungen gewann und dessen Freund Carl Anderson die dritte. Beide Radsportler fielen im Zweiten Weltkrieg; zur Erinnerung an sie trägt das Rennen den Zusatz Kugler-Anderson Memorial Tour.
Heute hat das Rennen den Charakter eines Volksfestes und wird The Kentucky Derby of Cycling genannt; es führt in einer 1,3 Meilen langen Runde durch den Ortskern von Bridgewater über insgesamt rund 50 Meilen. Die Festivitäten gehen über das gesamte Wochenende bis zum Rennen der Elite-Männer am Montag. Seit 1976 wird das Rennen unter dem Namen Mildred Kugler Women’s Open auch für Frauen ausgetragen.
1993 wurde die Tour of Somerville mit der Spezial-Ehrung der United States Bicycling Hall of Fame ausgezeichnet.

## Trivia
1955 unterbrach der 21-jährige frischgebackene Ehemann Patrick Murphy seine Flitterwochen, um bei dem Rennen zu starten. Er gewann in einer neuen Rekordzeit von zwei Stunden und zwei Minuten.
1956 vollzog der Sprint-Weltmeister von 1912, Frank Kramer, die Siegerehrung.

## Siegerliste

### Männer
- 2025  Lucas Bourgoyne
- 2024  Cesar Marte
- 2023  Danny Estevez
- 2022  George Jackson
- 2021 ausgefallen (Hurrikan Ida)
- 2020 ausgefallen (COVID-19-Pandemie)
- 2019  Connor Sallee
- 2018  Shane Kline
- 2017  Noah Granigan
- 2016  Scott Savory
- 2015  Andrew Dahlheim
- 2014  Adam Alexander
- 2013  Hilton Clarke
- 2012  Luke Keough
- 2011  Timothy Gudsell
- 2010  Ben Kersten
- 2009  Lucas Sebastián Haedo
- 2008  Lucas Sebastián Haedo
- 2007  Hilton Clarke
- 2006  Juan José Haedo
- 2005  Kyle Wamsley
- 2004  Wiktar Rapinski
- 2003  Jonas Carney
- 2002  Jonas Carney
- 2001  Eric Wohlberg
- 2000  Jonas Carney
- 1999  Eric Wohlberg
- 1998  Jonas Carney
- 1997  Brett Aitken
- 1996  Julian Dean
- 1995  Jason Snow
- 1994  James Carney
- 1993  Gary Anderson
- 1992  Jonas Carney
- 1991  Brian Moroney
- 1990  Matt Eaton
- 1989  Graeme Miller
- 1988  Roberto Gaggioli
- 1987  Paul Pearson
- 1986  Marc Maertens
- 1985  Matt Eaton
- 1984  Davis Phinney
- 1983  Steve Bauer
- 1982  Gary Tevisiol
- 1981  Wayne Stetina
- 1980  Steve Bauer
- 1979  William Martin
- 1978  Jocelyn Lovell
- 1977  Dave Ware
- 1976  Dave Boll
- 1975  Rory O’Reilly
- 1974  Ron Skarin
- 1973  Ron Skarin
- 1972  Roger Young
- 1971  Edward Parrott
- 1970  Robert Farrell
- 1969  Jack Simes
- 1968  Siegfried Koch
- 1967  Jack Simes
- 1966  John Aschen
- 1965  Eckhard Viehöver
- 1964  Hans Wolf
- 1963  Olaf Moetus
- 1962  Richard Centore
- 1961  Hans Wolfe
- 1960  Michael Hiltner
- 1959  Rupert Waltl
- 1958  Art Longsjo
- 1957  Arnie Uhrlass
- 1956  Jack Heid
- 1955  Patrick Murphy
- 1954  John Chiselko
- 1953  Hugh Starrs
- 1952  Ernest Seubert
- 1951  Francis Mertens
- 1950  Richard Cortright
- 1949  Frank Brilando
- 1948  Donald Sheldon
- 1947  Donald Sheldon
- 1943–1946 nicht ausgetragen (Zweiter Weltkrieg)
- 1942  Carl Anderson
- 1941  Furman Kugler
- 1940  Furman Kugler

### Frauen
- 2025  Marlies Mejías
- 2024  Coryn Labecki
- 2023  Jessica Chong
- 2022  Katia Martinez
- 2021 ausgefallen (Hurrikan Ida)
- 2020 ausgefallen (COVID-19-Pandemie)
- 2019  Maggie Coles-Lyster
- 2018  Laura Van Gilder
- 2017  Laura Van Gilder
- 2016  Ellen Watters
- 2015  Lauretta Hanson
- 2014  Erica Allar
- 2013  Kimberley Wells
- 2012  Ruth Winder
- 2011  Theresa Cliff-Ryan
- 2010  Theresa Cliff-Ryan
- 2009  Tina Pic
- 2008  Tina Pic
- 2007  Theresa Cliff-Ryan
- 2006  Tina Pic
- 2005  Laura Van Gilder
- 2004  Melissa Sanbom
- 2003  Sarah Uhl
- 2002  Laura Van Gilder
- 2001  Kerry Underwood
- 2000  Tina Mayolo
- 1999  Laura Van Gilder
- 1998  Karen Bliss
- 1997  Karen Bliss
- 1996  Jessica Grieco
- 1995  Jessica Grieco
- 1994  Jeanne Golay
- 1993  Marianne Berglund
- 1992  Laura Charmeda
- 1991  Karen Bliss
- 1990  Janice Bolland
- 1989  Susan Elias
- 1988  Susan Elias
- 1987  Hennie Top
- 1986  Peggy Mass
- 1985  Sophie Eaton
- 1984  Sue Novara
- 1983  Sue Novara
- 1982  Sue Novara
- 1981  Karen Strong
- 1980  Karen Strong
- 1979  Karen Strong
- 1978  Sue Novara
- 1977  Karen Strong
- 1976  Mary Jane Reoch